# IJzerbedevaartcomité

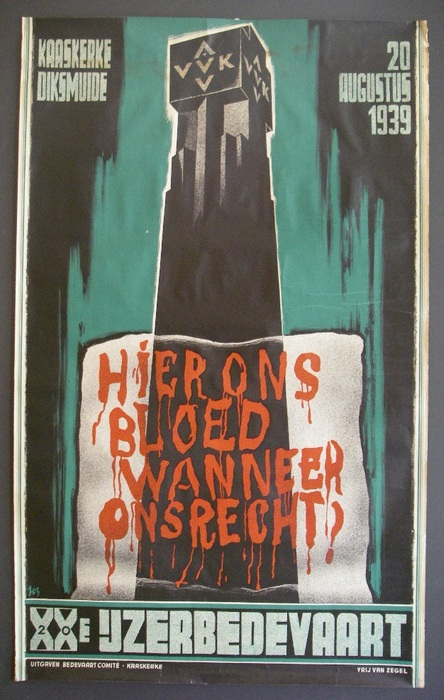
Affiche IJzerbedevaart 1939, door Jos De Swerts

Het IJzerbedevaartcomité of het comité voor de Bedevaart naar de Graven aan de IJzer is een Vlaamse vereniging die de IJzerbedevaart organiseert en de IJzertoren beheert. Hun zelf uitgewerkte missie is 'Het uitdragen van de drievoudige boodschap : Vrede – Vrijheid – Verdraagzaamheid'. Het comité heeft een plaats binnen de Vlaamse beweging en de vredesbeweging.
Tot de allereerste leden in 1920 behoorden Cyriel Verschaeve, Hugo Verriest, Frans Van Cauwelaert, Jan Oscar De Gruyter en Joris van Severen. Frans Daels werd in 1924 de eerste voorzitter.
In 2010 verruimde men de werking van het IJzerbedevaartcomité. Er werd – naast de bestaande vzw Bedevaart naar de Graven aan de IJzer – een tweede vzw opgericht, de vzw Voor Vrede, Vrijheid en Verdraagzaamheid. Deze nieuwe vzw bestond uit drie werkgroepen, elk met een specifieke taak. Werkgroep 1 werd belast met het beheer van het IJzertorenmuseum en het uitwerken van initiatieven inzake de herdenking van het 100 jaar geleden uitbreken van de Eerste Wereldoorlog. Werkgroep 2 staat in voor de organisatie van het Festival Ten Vrede en de vredesproblematiek in het algemeen.
Werkgroep 3 ten slotte liet zich in met alles rond de Vlaamse Emancipatie.   

## Structuur

### Voorzitters
| Tijdspanne   | Voorzitter          |
| ------------ | ------------------- |
| 1921 - 1944  | Frans Daels         |
| 1946 - 1965  | Jan-Frans Fransen   |
| 1966 - 1970  | Hendrik Borginon    |
| 1971 - 1980  | Jozef Coene         |
| 1981 - 1988  | Paul Daels          |
| 1989 - 2002  | Lionel Vandenberghe |
| 2003 - 2009  | Walter Baeten       |
| 2010 - heden | Paul De Belder      |

| Tijdspanne  | Ondervoorzitter   |
| ----------- | ----------------- |
| 1924 - 1939 | Michiel Bulckaert |

| Tijdspanne  | Secretaris               |
| ----------- | ------------------------ |
| 1926 - 1961 | Clemens De Landtsheer    |
| 1962 - 1982 | Rik De Ghein             |
| 1983 - 1993 | Koen Baert               |
| 1993 - 2017 | Dirk Demeurie            |
| 2017- heden | Peter Mouton (directeur) |